# Cobitis feroniae
Cobitis feroniae є невеликою прісноводною кістковою рибою, що належить до родини Cobitidae.

## Поширення
Цей вид є ендеміком прибережних водних шляхів і штучних каналів Понтійської рівнини та рівнини Фонді в Лаціо, де він часто відвідує всі основні водні шляхи між басейном Астура на півночі (Понтійська рівнина, провінція Риму) і каналом Педемонтано (рівнина Фонді, провінція Латина) на південь. Розрізнена та ізольована популяція також була знайдена південніше в басейні Сарно в Кампанії (провінція Салерно).

## Опис
Тіло подовжене, торпедоподібне, з ротом, зверненим донизу, оснащене вусиками. Луски дрібні. Забарвлення — це камуфляж на морському дні: фон кольору слонової кістки, темніший на спині, з численними горизонтальними лініями, утвореними дрібними коричневими плямами. Біля черева проходить лінія округлих плям, більших за плями зверху. Плавці прозорі з коричневими крапками. Самець досягає максимальної довжини 6 см; самиця трохи більша, навіть досягає 7,5 см.

## Поведінка
Вид проводить більшу частину свого часу під наносами річкового русла або в скелястих ущелинах і виходить на короткий період пошуку їжі переважно вночі або в затінених місцях, що гарантує йому захист від хижаків.

## Відтворення
Розмноження подібне до інших родичів із зовнішнім заплідненням, оскільки це яйцекладний вид.

## Небезпеки
Середовище проживання понтійського гольца повністю складається з невеликих річок і низинних каналів, які зазнали сильного антропного впливу. Усі зареєстровані популяції C. feroniae (за винятком однієї в річці Нінфа) зустрічаються поза охоронюваними територіями або ділянками Natura 2000, що викликає занепокоєння щодо довгострокового збереження цього локалізованого ендемічного виду.